# Radio Caracas Radio
Radio Caracas Radio (conocida también como RCR 750 AM) fue la estación de radio más antigua de Venezuela. Fundada el 9 de diciembre de 1930 por William H. Phelps jr., con el nombre de 1 Broadcasting Caracas (1BC), iniciando su primera emisión oficial el 11 de diciembre de ese mismo año, transmitiendo en Amplitud Modulada (AM) desde la ciudad de Caracas.
RCR fue miembro de la Sociedad Latinoamericana de Radiodifusión (SOLAR) junto a otras emisoras como Radio Cadena Nacional de Colombia, Radio Programas del Perú, Radio Cooperativa de Chile, Radio Panamericana de Bolivia y Radio Quito de Ecuador. También tenía convenidos con Radio Francia Internacional, Radio Exterior de España y La Voz de América.
Luego de 88 años de transmisión, el 30 de abril del 2019 cesó sus operaciones por órdenes de CONATEL a través del dial 750 AM originalmente.
Actualmente a pesar del cierre por órdenes de CONATEL transmite por streaming en internet a través de su página web rcr750.com. Además transmite a través de plataformas como TuneIn, Periscope y YouTube; las cuales retransmiten su programación completamente en vivo, bajo el nombre de RCR 750 AM y que se mantendrá hasta el 30 de junio del año 2023.

## Historia

### Antecedentes
En 1930, Edgar J. Anzola, que fue empleado en un negocio de electrónica llamado Almacén Americano, habló con su empleador, William H. Phelps Jr, y le dio su idea de montar una emisora comercial de radio en Caracas.
Phelps quien ya poseía receptores RCA Victor, discos, fonógrafos, máquinas de escribir, refrigeradores y automóviles de la Ford, se entusiasma con la idea de Anzola, Phelps había instalado un transmisor exclusivamente con fines comerciales. Ricardo Espina y el director técnico Alberto López, se unieron con Phelps y Anzola en el establecimiento para la creación de la estación de radio.

### Fundación y transcurso (Años 1930)
Fue fundada por William H. Phelps Jr. el 9 de diciembre de 1930 como 1 Broadcasting Caracas (1BC), ese mismo día se empezarían a realizar las pruebas técnicas, esto se llevó a cabo en la Plaza del Teatro Nacional durante la dedicación de la estatua de Henry Clay, fue la primera transmisión remota en Venezuela. Esa fecha marcó la primera emisión de la nueva estación de radio que funciona con un emisor que tenía la capacidad de sólo 1 Kilovatio.
La primera emisión oficial fue el 11 de diciembre de 1930, y consistió en un concierto de la orquesta de la estación dirigida por Carlos Bonnet. Luego cambió su nombre a Radio Caracas.
La inauguración de Radio Caracas lo hizo la primera estación de radio comercial permanente, y primera para comenzar operaciones en Venezuela, aunque, se podría decir que la primera estación de radio para operar en Venezuela era AYRE, una estación propiedad del gobierno que inició sus operaciones el 4 de abril de 1926. AYRE tuvo que cesar sus operaciones en 1928 debido a problemas políticos.
El 17 de diciembre de 1930, desde el estado de Carabobo, Broadcasting Caracas realizó su segunda transmisión remota durante la inauguración del Obelisco conmemorativo de la Batalla de Carabobo.
El 22 de marzo de 1931, Broadcasting Caracas hizo sus primera difusión deportiva, que fue narrado por Esteban Ballesté Jr. desde el Nuevo Circo de Caracas en la lucha por el título Wélter que estaba teniendo lugar entre Peter Martín y el norteamericano Tommy White.
En sus inicios, se transmitió música de 19:00 hasta cierre 22:00, pero la transmisión comenzó a 18:00 con El Diario Hablado, que era considerado el primer venezolano de radiodifusión de noticias. También a esa hora, se escuchaban las noticias del Panorama Universal, cuyo lema «decir en el Panorama Universal y de Venezuela sabrá» fue un éxito. Meses más tarde, la estación comenzó a difundir desde la mañana hasta 11:00 en la noche. En aquellos días, era costumbre publicar la programación en los periódicos.
El 7 de julio de 1932, nació el primer programa de noticias de radio: El Diario Hablado fue transmitido dos veces al día. La primera persona a cargo de ese noticiero fue Mario García Arocha, quien fue su productor, columnista y narrador. Más tarde, Alejandro Fuenmayor ingresó al programa. En 1933, Francisco Fossa Andersen fue puesto a cargo de El Diario Hablado, donde permaneció durante 15 años y creó su propio estilo personal en la narración de noticias.
YV1BC era el Identificativo de la estación. YV, según el código internacional de radio, corresponde a Venezuela. El número 1 es la primera Licenciada en el país y las siguientes letras son las iniciales de la estación.
Muchos programas marcan el comienzo de Broadcasting Caracas. Incluye La Hora de los Aficionados, que salió al aire los martes al sábados de 12:00 a 12:30; Consulta de la Radio con Francisco Fossa Andersen; Selecciones Deportivas; El Teatro de la Alegría, cuya orquesta estaba dirigida por Fortunato Barcarola; Horas del Municipal; La Familia Buchipluma; Tremenda la Jefatura, que se inició en Radio Caracas y más tarde se trasladó a la estación Radiodifusora Venezuela; La Noche Joven; Conferencias Católicas; Sección Femenina; Pepe Alemán; Los Raslalantes Sanjuaneros; El Tío Nicolás; La Marcha del Tiempo y La Hora del Ministerio de Instrucción Pública, un programa conducido por Guillermo Fernández de Arcila y Aracelis Cuervo Codazzi, profesores de la Academia de música y Declamación.
En el área de radionovelas, Broadcasting Caracas fue el pionero en el género en Venezuela. Entre ellos incluyó El Matrimonio Radiotrén, El Misterio de los Ojos Escarlatas, La Herencia del Conde Bermejas, El Tesoro de Sir Walter Raleigh, Los Experimentos del Dr. Hook, El Enigma de los Incas, El Alma del Tirano Aguirre, La Familia Santa Teresa, El Buque Fantasma, La Sayona, El Secreto de Ayarú, El Emir y Cupertino y sus Maquinistas.
Fue en 1932 que Alfredo Cortina y Mario García Arocha escribió la primera radionovela: la comedia Santa Teresa, cuya calidad y humor la mantuvo al aire durante cuatro años. Al año siguiente (1933), El Misterio de los Ojos Escarlatas marcó el comienzo de la radionovelas de suspenso. Imaginación humana logró ser la radionovela que hizo historia en la Broadcasting Caracas, en la década de 1930, La trama causaba emoción en los oyentes que se mantuvo en el aire durante muchos meses.
Después de esta experiencia vino El Misterio de las Tres Torres, una radionovela con un toque político escrito después de la caída de la dictadura de Juan Vicente Gómez. Contiene reflexiones sobre la vida en la cárcel de Tres Torres de Barquisimeto.
En 1935, tras la muerte del General Juan Vicente Gómez el 17 de diciembre, Broadcasting Caracas cambió su nombre a Radio Caracas. En 1942, se lanzó El Reporter Esso, presentado por la Creole Petroleum Corporation. En sus primeros años fue escritos por la Agencia de noticias United Press vía teletipo. Este segmento de noticias famosos dio el lugar a grandes voces como Amable Espina, Francisco Amado Pernía, Cristóbal Rodríguez Pantoja, Marco Antonio Lacavalerie y Carlos Quintana Negrón, entre otros.

### Años 40s
En la década de 1940, el programa Anuncios Féminas, conducido por María Teresa Castillo y Anita Massanett, fue creado y era considerado el primer programa feminista en la radio venezolana. Era un programa dedicado a la orientación y la educación general de las señoras que más tarde se trasladó a Radio Continente.
En 1945, Radio Caracas, con Tomás Henríquez a cargo del Departamento de radionovelas, había incluido este género títulos como Las Sombras del Otro y Tú también eres mi Hija, causó un gran impacto en sus oyentes. Por último, otra recordada radionovela transmitida por Radio Caracas fue Cuatro Horas antes de Morir con Tomás Henríquez.
Este mismo año, Renny Ottolina comenzó su carrera en Radio Caracas como un narrador de noticias. Al año siguiente, Alfredo Sadel debutó en Radio Caracas, en el que grabó su primera canción, Desesperanza en 1946. Desafortunadamente nunca salió al aire, pero Sadel iba a programas de radio popular de host, como la Caravana Camel, un programa de radio de la noche donde hizo su salto a la fama. Otros artistas, músicos y personalidades que hicieron su debut en Radio Caracas incluyen Eduardo Serrano (como un director de orquesta), Fedora Alemán, Pedro Antonio Ríos Reyna, Antonio Estévez y Amador Bendayán.

### Años 50s y cambio de nombre
En 1953 pasa a llamarse Radio Caracas Radio para distinguirse de la estación televisiva Radio Caracas Televisión. Entre 1984 y 1992 ofreció programación netamente juvenil y se denominaba como Caracas 750 (leído fonéticamente siete-cinco-cero) con el eslogan Dinámica.
Con la llegada de Peter Bottome como director en 1959, el formato empezó a cambiar. El estilo de los narradores fueron modificadas y música estadounidense se convirtió en una moda, mientas la transmisión de radionovelas, carreras de caballos, y otros deportes fueron eliminados.
Debido a la alta sintonía de la gente en sus automóviles, el 16 de noviembre de 1969, comenzó a transmitirse informes hechos desde el avión Tango Tango Fox. Al principio, los informes fueron realizados por Alfredo José Mena y Efraín de la Cerda, Ambos tienen el mérito de ser los primeros reporteros de tráfico en Venezuela y haber creado un estilo de narración peculiar.
La década de 1970 dieron lugar a nuevos programas en Radio Caracas Radio: Venezuela Canta Así, conducido por Jorge Galvis; Por el Mundo de la Música, un programa dedicado a la difusión de la música clásica que fue organizado por el profesor José Antonio Calcaño y transmitido entre 1975 y 1978, fecha en la que murió el famoso musicólogo venezolano; Venezuela en los 750, producido y narrado por William Guzmán; La Gran Consulta Popular, un programa producido y conducido por Miguel Toro en la que el público en general podría interrogar a los invitados a través de llamadas telefónicas.
Desde el 31 de agosto de 1992, Radio Caracas Radio pasó a ser una estación dedicada día y noche a noticias y programas de opinión. Posteriormente, RCR 750 AM se convirtió también en emisora matriz de las transmisiones del equipo de béisbol venezolano Navegantes del Magallanes, hecho que se consumó en 1995 (hasta ese año el circuito de este equipo era Radio Cadena Mundial con YVKE Mundial como emisora matriz).

### Años 90
En 1992, la Junta Directiva de la empresa 1BC, encabezada por Peter Bottome y Marciel Granier, decide nombrar al ingeniero Arnaldo Salazar como director de un nuevo proyecto radiofónico que cambiaría el destino de la más antigua emisora de Venezuela.
Salazar reunió a un equipo de jóvenes profesionales del periodismo y otras áreas. Así se transformaba una radio musical en una estación de radio hablada las 24 horas. El equipo dirigido por Salazar se encargó de diseñar la programación. Julio César Camacho fue encargado del área de noticias. Víctor Avilan y Paúl Esteban fueron los encargados de seleccionar talentos al aire. Camacho además de ser director de noticias, fue designado como presentador de los noticiarios y era acompañado de dos locutores en los segmentos de noticia de las mañanas de 6:00 a. m. a 9:30 a. m., de mediodía de 11:00 a. m. a 1:00 p. m., y de las tardes de 5:00 p. m. a 7:00 p. m., que eran transmitidos de lunes a viernes.
Rafael Pedraza era el subdirector de noticias y junto a Camacho tenían la tarea de reclutar talento para el Departamento de Noticias. Lina D’Amacis y Elsy Barroeta asumieron eventualmente la Jefatura de Información. Julián Isaac, presentaba el programa “Caracas en Vivo” después de la tanda informativa de la mañana y era también encargado del área de Relaciones Públicas y Publicidad. Es de acotar que había poca experiencia en la radio venezolana para este formato; aunque en sus inicios la radio contaba mucho con este tipo de programación hablada, era de escaso contenido noticioso.
Con la cooperación de las casas universitarias como la UCAB, UCV y LUZ, se conformó un equipo de redactores y reporteros a tiempo completo con corresponsales en todo el país. También se contó con corresponsales a nivel internacional en ciudades como Washington, Nueva York, Quito, Lima, La Paz, Buenos Aires, Río de Janeiro, Santiago de Chile, entre otras.
Para ese entonces se entraba tecnología de punta como computadoras, teléfonos celulares, etc. RCR aumentó su potencia a 100 kW para mayor alcance nacional y se conformó una red de emisores que retransmitían los noticiarios de la emisora en todas las ciudades del país.
Poco tiempo después de iniciar su nuevo formato, RCR fue aclamada como la “emisora informativa de Venezuela”. Se convirtió en la referencia informativa del país. La emisora se hizo acreedora de varios reconocimientos como el Premio Nacional de Periodismo, el Meridiano de Oro y Monseñor Pellín, entre otros.
Gracias a su trabajo en RCR, Julio César Camacho también obtuvo el Premio Municipal de Periodismo “Cecilio Acosta”, Premio Municipal de Periodismo de la Alcaldía de Baruta y el Premio Monseñor Pellín.
RCR hizo afiliaciones para intercambiar noticias con la Sociedad Latinoamericana de Radiodifusión SOLAR (conformada por Venezuela, Colombia, Ecuador, Perú, Bolivia y Argentina), BBC de Londres, La Voz de América, Deutsche Welle (DW) de Alemania, Reuters, etc.

### SigloXXI
RCR generalmente ha sido una emisora reconocida y respetada por la audiencia venezolana, sin embargo desde el ascenso del entonces presidente Hugo Chávez al poder, la emisora recibió amenazas de militantes del chavismo.
En el año 2011, el periodista Roberto Giusti, copresentador del programa “Golpe a golpe”, junto al periodista Fausto Masó, denunció ante el Ministerio Público amenazas de muerte que había recibido por sus denuncias sobre la presencia de guerrillas colombianas en Venezuela. El 2 de mayo de ese año, diez personas entraron por la fuerza en los estudios de RCR gritando consignas ofensivas y amenazas contra Giusti. Los atacantes pintaron grafitis en las paredes del edificio y en al auto de Giusti.
Por otro lado, el 28 de junio del 2005, el programa “Expediente” presentado por Francisco Olivares, ganó el Premio Monseñor Pellín en la categoría de Mejor Programa de Radio en Venezuela.
Luego de que el 27 de mayo del 2007, por orden del entonces presidente Hugo Chávez, se cerrara el canal de televisión RCTV, RCR comenzó a transmitir el noticiero del extinto canal.

### Cese de transmisiones
Tras 92 años de transmisión, el 30 de junio del año 2023, la Comisión Nacional de Telecomunicaciones (CONATEL) ordenó mediante oficio el cese de operaciones de la emisora, sin explicar el motivo de la clausura. Antes del cese de sus transmisiones, la emisora transmitió el Himno Nacional. Luego, la señal es ocupada por la señal en vivo del canal de noticias Telesur.

### Década de 2020
En 2020, llega a transmitir en vivo por RCTV Play hasta 2021.
En 2022, llega digitalmente en RCR Digital por YouTube qué funcionó hasta 2023.

## Emisiones por Internet
Desde hace varios años mientras transmitía por señal abierta comenzó a transmitir su señal a través de su página web oficial y su canal de YouTube, lo que permitía a sus oyentes seguir escuchando la programación en vivo a pesar de que el gobierno venezolano emitiera alocuciones o las denominadas cadenas de radio y televisión.
El 30 de abril de 2019, luego de 88 años al aire por señal abierta y producto de la decisión del gobierno venezolano de cesar las transmisiones por el dial 750 AM, la directiva de Radio Caracas Radio encabezada por Jaime Nestares tomo la decisión de continuar las emisiones en vivo de la emisora a través de su página web, y en redes sociales que se mantendrá hasta el 30 de junio del año 2023.